# Sheikh Muszaphar Shukor
Sheikh Muszaphar Shukor Al Masrie bin Sheikh Mustapha (Kuala Lumpur, 27 juli 1972) is een Maleisisch voormalig ruimtevaarder. Shukor zijn eerste en enige ruimtevlucht was Sojoez TMA-11 en begon op 10 oktober 2007. De missie bracht nieuwe bemanningsleden naar het Internationaal ruimtestation ISS voor ISS Expeditie 16.
In 2006 werd Shukor geselecteerd om te trainen als astronaut. In 2007 ging hij als astronaut met pensioen. Hij werd met zijn vlucht in 2007 de eerste Maleisiër in de ruimte. 